# MG3.0
Der Verein MG3.0_Masterplan Mönchengladbach e.V. wurde 2010 auf Initiative der Architektenschaft Mönchengladbach mit dem Ziel gegründet, der Stadtentwicklung in Mönchengladbach eine neue Richtung zu geben.

## Der Verein
Gemeinsam mit Bürgern, Unternehmen und Vertretern der Stadt entwickelte der Verein MG3.0 unter Anleitung des britischen Stararchitekten Sir Nicholas Grimshaw den städtebaulichen Masterplan (Stadtplanung) „MG3.0 – Die dritte Gründung“.
Zweck des Vereins ist die Finanzierung, Steuerung der Entwicklung und Begleitung der Umsetzung des Masterplans. Die finanziellen Mittel stammen aus Sponsorengeldern, die von Unternehmen und Bürgern der Stadt zur Verfügung gestellt werden.
Die Organe des Vereins sind der Vorstand und die Mitgliederversammlung. Der Vorstand wurde aus den Gründungsmitgliedern gewählt, die Vorstandsvorsitzenden sind Ernst Kreuder und Fritz Otten. Die IHK Mittlerer Niederrhein hat die operative Geschäftsführung inne.
Derzeit hat der Verein ca. 40 Mitglieder, die sich aus Unternehmen und Einzelpersonen zusammensetzen.
Im Februar 2019 beschloss die Mitgliederversammlung, die Vereinsaktivitäten ruhen zu lassen und den Verein perspektivisch aufzulösen, da er sein Ziel erreicht habe.

### Planungsphase
Der Masterplan MG3.0 kann in zwei Entwicklungsphasen unterteilt werden.
Zunächst erfolgte eine ca. einjährige Planungsphase, in der in verschiedenen Dialog- und Workshopveranstaltungen die Grundzüge des Masterplans diskutiert und ausgearbeitet wurden. Hierbei konnte auch die Öffentlichkeit mitwirken, in dem sie sich bei den Veranstaltungen einbrachte, oder alternativ auf der Online-Dialogplattform zu Wort meldeten.
Ergebnis dieses Prozesses war die so genannte „Charta für urbanes Leben“, die übergeordnete Zielvorstellungen zu den Bereichen Ökonomie, Verkehr, Identität und Vielfalt enthält. Darauf aufbauend wurden fünf strategische Ziele definiert, die die Themen Vielfalt und Belebung, Vernetzung und Mobilität, Grün- und Freiraumstrukturen, Innenentwicklung sowie Identität und Charakter abdecken.
Hieraus entwickelten sich drei Entwicklungsschwerpunkte innerhalb des durch den Masterplan definierten Gesamtgebietes, die als Masterplan-Teilräume Gladbachtal, Hochschulachse und Rheydt definiert und anschließend in 39 konkrete kurz-/ mittel-/ und langfristige Projekte unterteilt wurden.
Ende 2012 wurde die Planungsphase offiziell abgeschlossen und die Ergebnisse an den Oberbürgermeister überreicht. Am 3. Juli 2013 wurde der Masterplan MG3.0 durch den Rat der Stadt Mönchengladbach verabschiedet.

### Umsetzungsphase
Im Anschluss an die Planungsphase begann die Umsetzungsphase, die für einen Zeitraum von 10 bis 15 Jahren festgelegt wurde. Die entwickelten Visionen sollen nach und nach in konkrete Flächennutzungs- und Bebauungspläne umgesetzt werden. Der Prozess wird von der Website des Vereins begleitet, die aktuelle Meldungen zu jedem vom Masterplan definierten Projekt sammelt und so einen Überblick über den Fortschritt des gesamten Masterplans gibt. Bei dem städtebaulichen Masterplan MG3.0 handelt es sich nicht um ein starres Konstrukt. Er kann jederzeit durch weitere relevante Projekte ergänzt werden.
Auch in dieser Phase können sich die Bürger über die Dialogplattform in das Geschehen einbringen, Meinungen äußern und Entwicklungen kommentieren. Darüber hinaus wurde die „Mobile Denkfabrik“ ins Leben gerufen, die in weiteren Veranstaltungen die Ideen des Masterplans auf Projektebene zusammen mit den Bürgern vertieft. Es handelt sich dabei um ein Gemeinschaftsprojekt des Vereins MG3.0, der Stadtverwaltung Mönchengladbach und der Hochschule Niederrhein (Kompetenzzentrum Social Design), das durch das Bundesministerium für Umwelt, Naturschutz, Bau und Reaktorsicherheit gefördert wird.

### Messeauftritte
Im Jahr 2014 war der Verein MG3.0_Masterplan Mönchengladbach e.V. auf der Immobilienmesse Expo Real in München vertreten.
Im März 2015 reiste eine Delegation aus Mönchengladbacher Unternehmen unter dem Titel „MG3.0 & Partners“ zur internationalen Immobilienmesse MIPIM in Cannes.